# Џон Понд
Џон Понд (1767 - 7. септембар 1836) је био енглески астроном који је постао шести Краљевски астроном, и на овом положају је остао од 1811. до 1835. године.

## Биографија
Понд је рођен у Лондону, и иако је позната година његовог рођења, подаци о дану и месецу његовог рођења су неповратно изгубљени. Пондов отац се брзо обогатио радећи као трговац у Лондону, што је младом Џону пружило шансу са започне своје студије на колеџу Тринити при Кембриџу 1784. године, када је имао шеснаест година. Међутим, није стекао диплому, пошто је морао да напусти студије због тешке хроничне болести, због које је такође морао и да иде на лечење ван земље. Примљен је на Унутрашњи храм 1794. године, али је због свог лошег здравља морао да се испише.

## Рад
Године 1800. Понд се населио у Вестбурију, у близини Бристола, те је почео да одређује позиције звезда са тачном висином и азимутним кругом од 2 1/2 стопа у пречнику од стране Едварда Тротона. Његов приказ промене облика гриничког квадранта из 1806. године је одвео до увођења астрономских кругова на краљевску Гриничку опсерваторију, као и до његовог постављања за директора ове установе. Изабран је за члана Краљевског друштва 26. фебруара 1807. године, а те исте године се и населио у Лондоу и оженио се.
Године 1811. је Понд наследио Невила Маскелина на као Краљевски астроном. Током његовог службовања на овом положају од скоро двадесет пет година, утицао је на реформу практичне астрономије у Енглеској на сличан начин као што је то урадио Фридрих Бесел у Немачкој. Године 1821. је започео да се користи методама опсервације путем рефлексија, а 1825. године је осмислио средства за сједињење два мурална круга ради утврђивања позиције самог објекта, који се користи за директну а други за рефлексивну визију. Под његовим покровитељством је целокупна апаратура, заједно са инструментима, промењена у Гриничкој опсерваторији, а такође је број асистената повећан са једног на шест. Супериорна тачност његових утврђивања је 1894. године тестирана путем дискусије коју је написао Сет Карло Чендлер. Између 1810. и 1824. године је упорно оспоравао могућност постојања имагинарних звезданих паралакса ирског Краљевског астронома, Џона Бринклија. У периоду од 1829. до 1831. године, кратко је служио као надзорник Наутичког Алманака. Деликатност његовог здравља га је навела на то да се пензионише у јесен 1835. године.
Међу почастима које је током година стекао су Лаланд награда, коју ми је 1817. године доделила Француска академија наука, чији је био и кореспондирајући члан, и Копли медаља, која му је додељена 1823. године. Изабран је за страног почасног члана Америчке академије уметности и наука 1822. године. Издао је осам издања опсервација из Гринича које је Пјер-Симон Лаплас превео као Système du monde, те је додао још 31 рад овој научној колекцији. Његов каталог 1112 звезда из 1833. године је имао врло важан значај, те је био врло тачан до мере која никада пре није достигнута.
Као Краљевски астроном, Понд је био заслужан за потпуну модернизацију Гриничке опсерваторије, почевши од побољшања опреме до нових радних пракси. Можда је његов најважнији додатак овој опсерваторији било инсталирање временске лопте на крову опсерваторије 1833. године.
Џон Понд је умро у Блаксхиту у Лондону, а на шести рођендан након његове смрти је сахрањен поред свог колеге, Краљевских астронома Едмунда Халеја и Натанијела Блиса, у дворишту цркве Свете Маргарете у оближњем Лију, у Лондону.